# Pisto
Il pisto (in dialetto mantovano impiöm) è un tipo di insaccato da consumare cotto, tipico del mantovano.

## Descrizione
Prodotto simile al cotechino, è ottenuto con la macinazione di carni di maiale, pancetta, spalla del maiale, sale, pepe e aglio. Viene bollito e consumato caldo con contorno di polenta o viene utilizzato come condimento nel Risotto alla pilota.